# Eddy Bisweko
 Eddy Bisweko Kimpese  (né à manono le 16 février en 1980) est un homme politique de la République démocratique du Congo et député national, élu de la circonscription de Manono dans la province du Tanganyika,,,.

## Biographie
Eddy Bisweko est né à manono au Tanganyika le 20 février 1980. Il est élu député national dans la circonscription électorale de Manono dans la même province, il est membre de regroupement politique RRC